# Набережная Дудергофского канала
На́бережная Дудерго́фского кана́ла — набережная в Красносельском районе Санкт-Петербурга. Располагается на левом берегу Дудергофского канала и проходит от проспекта Героев до Финского залива.

## История
Название было присвоено 17 января 2017 года.
Первый участок — 100 метров, примыкающие к проспекту Героев, — был открыт для движения в 2021 году. Весной 2022 года набережная была запущена на всем протяжении до Финского залива. Это двухполосная проезжая часть и два тротуара. Застройщиком выступало ЗАО «Балтийская жемчужина».

## Застройка
- 4, корпус 1, — жилой дом (2022[4])
- 4, корпус 2, — детский сад (2021[5])

## Транспорт
Метрополитен: ближайшие станции — «Кировский завод», «Автово», «Ленинский проспект», «Проспект Ветеранов»; идёт строительство станции «Юго-Западная».
- Автобусные маршруты № 160, 226, 300, 333
- Троллейбусный маршрут № 41